# Bartolomé Romero Leal
Bartolomé Romero Leal (Puebla de la Calzada, 1823-Madrid, 1894) fue un político y periodista español.

## Biografía
Nació el 17 de agosto de 1823 en la localidad pacense de Puebla de la Calzada. Político, colaboró en los periódicos madrileños La Nación, El Eco del País, La Patria, El Diario Español y la Gaceta de los Caminos de Hierro, además de en los extremeños El Fomento, El Eco de Extremadura, El Eco de Badajoz y El Lusitano. Fue varias veces diputado por la provincia de Badajoz en las postrimerías del reinado de Isabel II, además de presidente de la Diputación Provincial de Badajoz entre 1854 y 1855. Romero Leal, que era miembro del partido conservador, falleció en Madrid el 17 de diciembre de 1894. En 1890 había sido nombrado hijo adoptivo de Mérida.